# Neptunea jagudinae
Neptunea jagudinae is een slakkensoort uit de familie van de Buccinidae. De wetenschappelijke naam van de soort is voor het eerst geldig gepubliceerd in 1983 door Goryachev & Kantor.